# Willy Kreuzer
Willy Kreuzer (* 31. Oktober 1947 in Baden (Niederösterreich); † 9. Jänner 2019) war ein österreichischer Komponist und Alpinist. Er war der einzige Mensch, der alle österreichischen Berge bestieg, die höher als 3000 Meter sind.

## Leben
Kreuzer legte die Matura ab und gründete danach das „Willy Kreuzer Sextett“. Er gründete zudem 1969 den Badener Kammerchor und übernahm 1971 den Badener Kirchenchor St. Stephan, mit dem er bis 2006 jeden Sonntag ein Hochamt zur Aufführung brachte. Beruflich war er von 1970 bis 2007 Professor für Musik und Geschichte am BG/BRG Baden Biondekgasse in Baden. Kreuzer war ab seinem zehnten Lebensjahr als Komponist aktiv und komponierte unter anderem eine große 12-Ton-Messe. Zudem komponierte er zahlreiche Kammermusikwerke, Klavierwerke, Lieder, Chöre, Messen und Theater- und Bühnenmusik. Er erhielt Auszeichnungen der Kirche, des Bundes, des Landes sowie 1999 den Badener Kulturpreis in der Sparte Musik.
Als einziger Mensch bestieg Kreuzer alle 979 österreichischen Berge, die höher als 3000 Meter sind.
Er starb am 9. Jänner 2019 durch Sekundentod bei einer Wanderung. Er wurde am Stadtpfarrfriedhof in Baden beerdigt.
Kreuzer war Vater von zwei Söhnen.